# Дом Пагоната
Дом Пагоната — старинный двухэтажный дом в центральной части Таганрога на ул. Греческая д. 83.  Объект культурного наследия регионального значения (решение № 301 от 18.11.92 г.).

## История
Дом Пагоната в Таганроге построен в 1850-х годах по проекту местного архитектора Македонского. Владельцем дома была супруга майора Варвара Пагонат (эту фамилию многие источники указывают также как Паганато, Погонат, Поганат).
В 1887 году городская дума утвердила духовное завещание Варвары Андреевны Пагонат. Владелица дома завещала имение на устройство в нём городским Общественным управлением больницы или благотворительного заведения для сирот и бедных детей. Другим ее распоряжением было пожелание повесить на стене дома со стороны улицы памятную доску с надписью, гласящей, что это здание на благотворительное заведение пожертвовали Иван и Варвара Пагонат. 
В соответствии с завещанием, в 1890-х годах в здании было открыто второе городское 4-х классное начальное женское училище для девочек. Впоследствии училище было названо «Петровским». В городе было и другое училище «Петровское». Второе училище было для мальчиков.  С 1906 года в здании находилось училище Пагоната.
19 июня 1908 года в здании заработал, находившийся в ведении городского благотворительного совета, «питательный пункт» для слабых и бедных детей, названный «Капля молока».  Возглавляли его городской голова И. Е. Платонов, его помощник О. Ф. Прохорова и попечительницы. 
С 1910 года здание занимало начальное училище третьего разряда благотворительного комитета, с 1918 года —  дом интернат. После Великой Отечественной войны в здании находился дом для престарелых и инвалидов. В настоящее время здесь работает Психоневрологический интернат на 100 мест.

## Архитектурные особенности
Двухэтажный дом с воротами в левой части построен в 1850-х годах. Декоративное убранство дома с лепными украшениями на фасаде состояло из руста, лепного растительного орнамента, сандриков, замковых камней, венчающего карниза с медальонами.